# Cubda
Cubda (łac. Diocesis Cubdensis) – stolica historycznej diecezji w Cesarstwie rzymskim w prowincji Afryka Prokonsularna, sufragania metropolii Kartagina. Współcześnie w Tunezji. Obecnie katolickie biskupstwo tytularne.

## Biskupi tytularni
| Lp. | Biskup                       | Funkcja                                 | Od               | Do               |
| --- | ---------------------------- | --------------------------------------- | ---------------- | ---------------- |
| 1   | Georges Benoit Gassongo      | biskup pomocniczy Owando (Kongo)        | 6 lipca 1965     | 17 kwietnia 1981 |
| 2   | György Póka                  | biskup pomocniczy Szombathely (Węgry)   | 5 kwietnia 1982  | 3 marca 1987     |
| 3   | José María Izuzquiza Herranz | wikariusz apostolski Jaén (Peru)        | 30 marca 1987    | 26 kwietnia 2011 |
| 4   | Efraín Mendoza Cruz          | biskup pomocniczy Tlalnepantla (Meksyk) | 4 czerwca 2011   | 9 listopada 2022 |
| 5   | Horacio José Álvarez         | biskup pomocniczy Córdoby (Argentyna)   | 11 sierpnia 2023 |                  |